# Mallophora candens
Mallophora candens là một loài ruồi trong họ Asilidae. Mallophora candens được Walker miêu tả năm 1851. Loài này phân bố ở vùng Tân nhiệt đới.